# Internet Engineering Task Force
La Internet Engineering Task Force (IETF) è un organismo internazionale, libero, composto da tecnici, specialisti e ricercatori interessati all'evoluzione tecnica e tecnologica di Internet. Ci si iscrive a titolo personale e non come rappresentanti di qualche istituzione pubblica o privata. Si occupa di sviluppare e promuovere standard Internet, in stretta cooperazione con il World Wide Web Consortium e ISO/IEC, in particolare la suite di protocolli Internet.

## Caratteristiche
Con l'esplosione del World Wide Web vi furono migliaia di ricercatori e programmatori di tutto il mondo che iniziarono a mettere in comune un enorme patrimonio di conoscenze e risorse, per sviluppare e sfruttare al meglio le tecnologie di Internet, facendo di quest'ultima la tecnologia con la crescita più rapida della storia.
Ciò che differenzia IETF da enti e organizzazione di standardizzazione più tradizionali è la sua struttura aperta: il lavoro viene svolto da gruppi di lavoro (working groups) che operano soprattutto tramite mailing list, aperte alla partecipazione di chiunque sia interessato, e che si riuniscono tre volte l'anno. I gruppi di lavoro si occupano ciascuno di uno specifico argomento e sono organizzati in aree (protocolli applicativi, sicurezza, ecc...), in modo da coprire tutte le aree scientifiche e tecnologiche dalla rete.
Il frutto del lavoro di ogni gruppo si traduce in dei documenti denominati RFC (Request For Comments) che vengono sottoposti alla IESG (Internet Engineering Steering Group) per il loro avanzamento a standard ufficiale.
Tutta la documentazione scientifica, il software sviluppato, i codici e gli standard sono disponibili gratuitamente in Internet e possono essere anche liberamente utilizzati a fini commerciali. Si tratta di standard open source, cioè "trasparenti", che mostrano chiaramente i principi di base e la logica operativa che li sostiene, con lo scopo di consentire ulteriori miglioramenti e progressi.
La parola d'ordine del IETF è la collaborazione, il motto è Rough consensus and running code, cioè Consenso diffuso e codice funzionante: le proposte non vengono adottate con votazioni formali, ma viene richiesto che ricevano un consenso generalizzato all'interno del gruppo di lavoro e che vi siano delle implementazioni funzionanti e diffuse.
Dal 2024 il presidente è Roman Danyliw.

## Missione
La missione della IETF è quella di migliorare Internet attraverso documenti tecnici che ne influenzano la progettazione, lo sviluppo e la gestione.
I più importanti principi cardine sono:
- Open Process: qualsiasi persona interessata può partecipare ai gruppi di lavoro ed esprimere la propria opinione sull'argomento, il materiale e tutti i documenti trattati sono resi pubblici e disponibili in rete.
- Technical competence: fornisce documentazioni di elevata qualità tecnica basandosi su valutazioni ingegneristiche di rete.
- Volunteer Core: le persone che si iscrivono, lo fanno perché vogliono perseguire gli obbiettivi e la missione della IETF.